# Palamós Club de Futbol
El Palamós Club de Fútbol es un club de fútbol de España, de la ciudad de Palamós, provincia de Gerona. Fue fundado en 1954.

## Historia
En los inicios del fútbol en la localidad el Palamós Foot-Ball Club se fundó en 1898 por Gaspar Matas, tras regresar de sus estudios en el Reino Unido y se disuelve en 1921 tras llevarse al presidente y 4 jugadores a la guerra del Rif, y se genera  una crisis de la cual no sale.
En el año 1926 se funda el Palamós Sport Club, y practicaba deportes (natación y ciclismo). En 1940 se crea el Palamós Club de Fútbol (sucesor del Palamós Sport Club tras los bombardeos de 1938 a Palamós). Al finalizar la temporada 1953/54 desaparece por problemas económicos.
El 19 de agosto de 1954 se fundó el Palamós Sociedad Cultural, inscribiéndolo en el Registro, pero desde 1954 a 1960 no jugó competición oficial alguna. En el año 1973, con motivo del 75.º aniversario de la entidad de fútbol pionera en la ciudad, la RFEF le permitió pasar a llamarse Palamós Club de Fútbol, perdonando las deudas que este había contraído con sus jugadores.
En la década de los noventa el Palamós alcanzaría sus mayores éxitos deportivos. En la temporada 1989/90 debutó en la Segunda División de España y se convirtió en el equipo revelación de la categoría, llegando a la última jornadas con opciones para disputar el ascenso a Primera División. A pesar de su modestia, el Palamós CF se mantuvo seis temporadas consecutivas en la segunda categoría de la liga española. En 1992 ganó la Copa Generalidad (actual Copa Cataluña) tras superar al RCD Español en semifinales y la UE Lleida, por 3-1, en la final. El entonces técnico palamosino, Juanjo Díaz, alineó en la final a: Raúl, Horcajada, Tost, Guitart (Virgilio), Luis Martín, Cándido, Tejero, Julià I, Cardona (Hidalgo), Nicola (Orejuela II) y Totó.
El club perdió la categoría la temporada 1994-95, y fue sancionado con otro descenso administrativo por las deudas acumuladas con sus jugadores. De este modo, se vio relegado a la Tercera División de España.
En la temporada 2011/12 que estaba en Primera Catalana subió a Tercera división gracias al filial del RCD Espanyol, que compró una plaza disponible para jugar Segunda División B, dejando así su hueco al decano catalán. En la temporada 2017/18 descendió a Primera Catalana donde permaneció 5 temporadas hasta que en la temporada 2022/23 se ascendió a la Lliga Elit. 

## Estadio

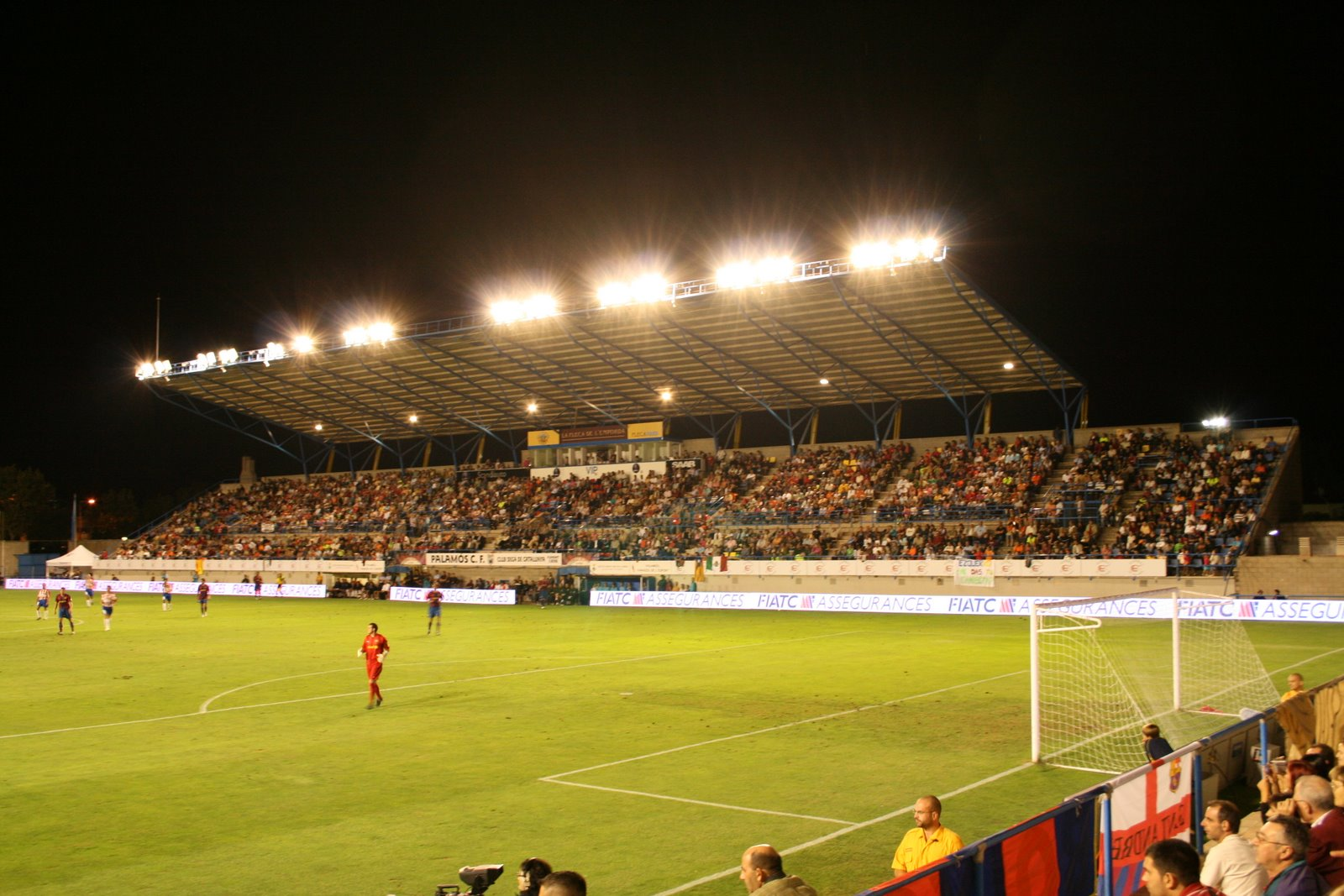
Estadi Municipal de Futbol Palamós-Costa Brava

Estadi Municipal de Futbol Palamós-Costa Brava, con capacidad para 5.824 personas.

## Datos del club
- Temporadas en 1.ª: 0
- Temporadas en 2.ª: 6
- Temporadas en 2ªB: 4
- Temporadas en 3.ª: 14
- Mejor puesto en la liga: 8.º (Segunda División de España temporada 89-90)
- Peor puesto en la liga: 17.º (Segunda División de España temporada 94-95)

## Cronología de los entrenadores
- 2011-12: Albert Fernández Caballería
- 2012-13: Eduardo Vílchez
- 2013-14: Jordi Guerrero i Fonsu García
- 2014-15: Jordi Martínez i Joan Mármol
- 2015-16: Joan Mármol
- 2016-17: Joan Mármol
- 2017-18: Pitu Batlle
- 2018-19: Javier Salamero
- 2019-20: Joan Mármol
- 2020-21: Joan Mármol i Eduardo Vílchez
- 2021-22: Mario Fernández
- 2022-23: Joan Bayona i Álex Redondo
- 2023-24: Álex Redondo

## Palmarés
- Copa Cataluña (1): 1991-92.
- Segunda División B de España (1): 1988-89 (Gr. II).
- Tercera División de España (3): 1987-88 (Gr. V), 1996-97 (Gr. V), 2001-02 (Gr. V).

### Trofeos amistosos
- Trofeo Gaspar Matas (14): 1982, 1984, 1986, 1987, 1988, 1989, 1990, 1991, 1993, 1994, 1995, 1996, 2002, 2007.
  - Subcampeón del Trofeo Gaspar Matas (18): 1980, 1981, 1985, 1992, 1997, 1998, 1999, 2000, 2001, 2003, 2004, 2005, 2006, 2008, 2009, 2010, 2011, 2012.
- Trofeo Costa Brava (1): 1988.

## Jugadores y cuerpo técnico

### Cuerpo Técnico actual
- Entrenador: Alex Redondo
- Director deportivo: Albert Déu